# Chomuli
Chomuli (gruz. ხომული) – wieś w Gruzji, w regionie Imeretia, w gminie Ckaltubo. W 2014 roku liczyła 1510 mieszkańców.